# علی فدوی
علی فدوی (زادهٔ ۲۲ اسفند ۱۳۳۹ اردستان) دریادار سپاه پاسداران انقلاب اسلامی است، که از سال ۱۳۹۸ به‌عنوان جانشین فرمانده کل سپاه پاسداران فعالیت می‌کند. 
وی فعالیت نظامی را از سال ۱۳۵۹ در ستاد جنگ‌های نامنظم آغاز کرد، از سال ۱۳۶۰ به عضویت سپاه پاسداران درآمد و در طول جنگ ایران و عراق از اعضای سپاه پاسداران بود.
فدوی در فاصله سال‌های ۱۳۷۶ تا ۱۳۸۹ جانشین فرمانده نیروی دریایی سپاه بود و از ۱۳۸۹ تا ۱۳۹۷ فرماندهی نیروی دریایی سپاه پاسداران را برعهده داشت. وی از ۱۳۹۷ تا ۱۳۹۸ معاون هماهنگ‌کننده سپاه بود.

## زندگی‌نامه
علی فدوی در ۲۲ اسفند ۱۳۳۹ در شهر اردستان، استان اصفهان زاده شد و دوران کودکی و نوجوانی، تا مقطع دیپلم متوسطه را در این شهر گذراند و پس از قبولی در آزمون کنکور سراسری، در سال ۱۳۵۸ در دانشگاه اصفهان پذیرفته شد. وی همچنین دوره ای از تحصیلات خود را در دانشگاه شهیدرجایی گذرانده‌است. با وقوع انقلاب فرهنگی و تعطیلی دانشگاه‌ها، او مدتی را در قم و تهران سپری کرد. همسر او، پروین مومن، پیش از فدوی با صادق نوبخت، فرمانده اطلاعات قرارگاه سپاه که کشته شد، ازدواج کرده بود. او پنج فرزند و ۱۳ نوه دارد و در سال ۱۳۹۸ گفت که هدفش داشتن ۲۵ نوه است.
فدوی با آغاز جنگ ایران و عراق، در اواسط سال ۱۳۵۹ به عنوان نیروی داوطلب، همراه با ستاد جنگ‌های نامنظم به استان خوزستان رفت. فدوی مدت کوتاهی در سال ۱۳۶۰ معاونت اجرایی شبکه ۲ صداوسیما را برعهده داشت و در خلال عملیات طریق‌القدس، در حال تصویربرداری از عملیات، به شدت مجروح شد. وی از اواخر سال ۱۳۶۰ به لشکر ۸ نجف اشرف پیوست و به‌طور رسمی به عضویت سپاه پاسداران درآمد. با تشکیل قرارگاه دریایی نوح، او مسئولیت اطلاعات این قرارگاه را برعهده گرفت و در پی شکل‌گیری نیروی دریایی سپاه در سال ۱۳۶۴ به سمت مسئول نیروی دریایی سپاه منصوب شد و تا سال ۱۳۷۶ در این سمت فعالیت کرد.
فدوی در فاصله سال‌های ۱۳۷۶ تا ۱۳۸۹ جانشین فرمانده نیروی دریایی سپاه بود و برای مدت بیش از ۸ سال، از ۱۳۸۹ تا ۱۳۹۷ فرماندهی نیروی دریایی سپاه پاسداران را برعهده داشت. وی از ۱۳۹۷ تا ۱۳۹۸ معاون هماهنگ‌کننده کل سپاه پاسداران بود و از ۱۳۹۸ نیز به عنوان جانشین فرمانده کل سپاه پاسداران فعالیت می‌کند.

## نشان فتح

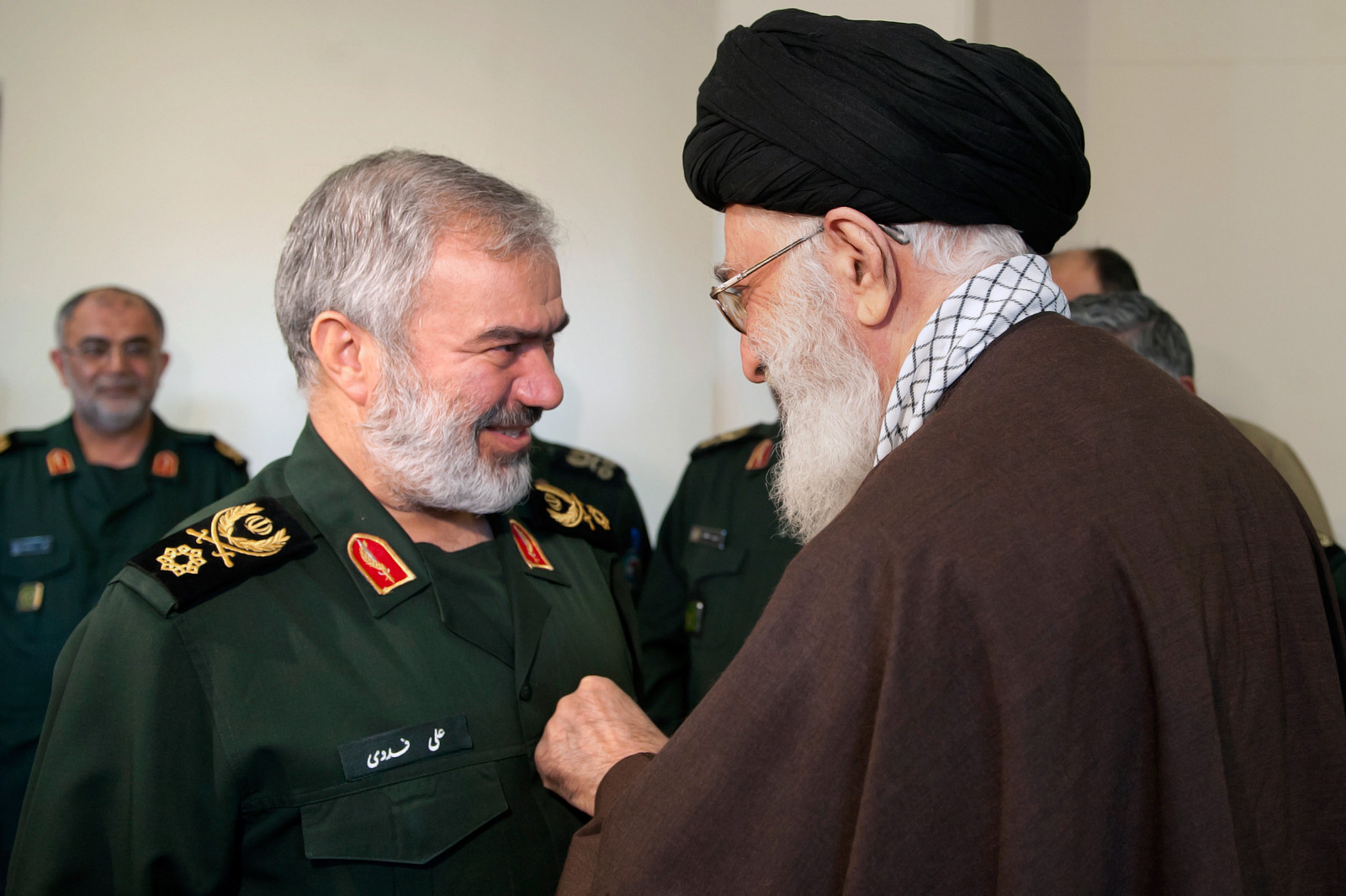
فدوی هنگام دریافت نشان فتح توسط سیدعلی حسینی خامنه‌ای

در ۱۱ بهمن ۱۳۹۴، فدوی به همراه چهار نفر از فرماندهان نیروی دریایی سپاه پاسداران که در جریان دستگیری ملوانان آمریکایی که به محدودهٔ مرزهای آبی ایران وارد شده بودند نقش داشتند، از سید علی خامنه‌ای، رهبر جمهوری اسلامی ایران، نشان فتح دریافت کرد.

## حاشیه‌ها

### کوانتوم
فدوی در برنامه‌ای زنده با موضوع «آخرین توانمندی‌های سپاه» در تلویزیون رسمی ایران در مهر ۱۴۰۰ گفت: «ما سر منشأ علم کوانتوم هستیم اما نمی‌شود اعلام کنیم. در عرصهٔ کامپیوترهای کوانتومی هم جلودار هستیم. علم کوانتوم علمی بسیار قدیمی در جوامع اسلامی است. قریب به هزار سال پیش دانشمندان مسلمان در این باره صحبت کردند. … دو سال پیش یک کنفرانس به مناسبت صدمین سال آغاز علم کوانتوم در نیویورک برگزار شد و دانشمندان ایرانی هم در آن شرکت داشتند. مقایسه مطالب عنوان شده در آن به عنوان آخرین یافته‌های کوانتوم با یک کتاب ابن‌عربی، فیلسوف و عارف مسلمان، نشان می‌دهد که عبارت‌های ابن‌عربی کامل‌تر از عبارت‌های دانشمندان اخیر است.» گفته‌های او واکنش‌های بسیاری را برانگیخت. ترویج تئوری توطئه، باورهای خرافی و گفته‌های شبه‌علمی در میان مقام‌های عالی حکومت ایران سابقه دارد که از جمله می‌توان به دستگاه مستعان ۱۱۰ سپاه اشاره کرد که فاقد استفاده کاربردی و مبنای علمی برای تشخیص ویروس کرونا بود اما فرمانده کل سپاه در یک برنامه تلویزیونی آن را به نمایش گذاشت. همچنین گفته‌های علی خامنه‌ای، رهبر جمهوری اسلامی ایران، دربارهٔ طراحی ویروس کرونا مطابق ژنتیک ایرانی و ایجاد شک و تردید دربارهٔ برخی واکسن‌های کرونا و ممنوعیت واردات آن علی‌رغم نظر نهادهای تخصصی بین‌المللی به ویژه سازمان بهداشت جهانی، و گفته های حسن فیروز آبادی مبنی بر پرورش مارمولک توسط اسراییل برای جاسوس از سایت های هسته ای ایران از جمله موارد مشابه دیگر است.